# 尾木製作
尾木製作（日语：プロダクション尾木），總部設在東京新宿區的日本藝人經紀公司。1978年3月20日成立，董事长为尾木徹，公司通稱「尾木實業」，為日本音樂事業者協會（簡稱「音事協」）的加盟者。

## 概要
董事長尾木與前公司旗下藝人布施明都是渡邊製作出身。
2010年開始實施以AKB48、SDN48成員為中心和所屬藝人出演的音樂活動「Team Ogi祭」。

## 旗下藝人
- 生稻晃子（前小貓俱樂部。2001年離籍後，2009年復出）
- 石坂浩二
- 市川美織（前AKB48、前NMB48）
- 井上朋子
- 井上麻矢（劇団こまつ座代表）
- 今井悠貴
- 岡嶋琳
- 加欄桃子
- 霧島麗香
- 鯨井康介
- 黑坂真美
- 櫻井圭佑
- サリー楓
- 新山桃子
- 城之内早苗（前小貓俱樂部）
- 高田夏帆
- 谷本琳音
- 田淵久美子（日语：田渕久美子）
- 田村友乃
- Chuning Candy
- 東松史子
- 仲間由紀惠
- 名高達男
- 新妻聖子
- 新実芹菜
- 野中望未
- Funky Galaxy（from SUPERNOVA）
  - 健一
- 藤真利子
- 星奈優里
- 細貝圭（日语：細貝圭）
- 丸山陽詩
- 三浦理惠子（前CoCo）
- 三田佳子
- 皆本麻帆
- 宮澤艾瑪
- 吉沢梨絵
- 橫山琉璃香（IDOLING!!!9號）
- 橫山惠

## 有業務合作的藝人
- 高島豪志

## 過去的旗下藝人
- 幸野江梨子
- 青井一樹（青井輝彦的長子）
- 秋本未莉（改名小鹿美鈴；株式会社グローエンターテイメント所屬）
- 尾崎恵理
- 阿部美穂子
- 天月梨絵（改名星野奈津子；ZEAL associates（日语：ジールアソシエイツ）所屬）
- Ann
- 伊藤陽佑
- 井上明美
- 井上杏美
- Ushirogami Hikaretai（日语：うしろ髪ひかれ隊）（工藤静香、生稲晃子、斉藤満喜子的3人組組合）
  - 工藤静香（原小貓俱樂部）
  - 齊藤滿喜子（原小貓俱樂部）
- O's（日语：O's）
- 垣見忍
- 椛田早紀
- 木之下綾
- 木村真依
- CLOVER（以椛田早紀爲首的樂隊）
- CoCo
  - 大野幹代
  - 瀬能あづさ
  - 羽田惠理香
  - 宮前真樹
- 齋藤恵子
- 坂田めぐみ
- 三代目コロムビア・ローズ
- 高橋美枝
- 竹村愛美（株式会社舞夢プロ所属）
- 立川繪理
- つきよみ（Vocal：小笠原愛、Violin：石井貴子的組合）
- Dear
- テディボーイズ
- 徳永夏子
- 淡輪優希
- 富田翔（日语：冨田翔）
- 西野成人
- 仁科仁美（原松方弘樹與仁科亞季子夫婦的長女）
- 仁平裕子
- 野咲たみこ
- 登尾佳奈
- 服部美和
- 浜口ひろみ
- 濱田朱里
- 日野美歌（株式会社エスプロ所屬）
- 藤川なお美
- 藤野明美
- 星野マヤ
- 真琴
- 眞野裕子
- Miju
- 光富梨津子
- Moonlight Attraction
  - 山崎亞彌子
- 山口明日香
- 山口まどか
- 山下ひろみ
- 橫山MINMIN（猫夜叉[1]）
- Loud-03（由光富梨津子擔任Vocal的3人組合，解散）
- 渡邊恭子
- 布施明
- 長渕文音
- 高田彩香
- 岩倉沙織
- 小野晴子
- 清水良太郎（清水章三子）
- 具荷拉（前KARA成員，2019年11月24日在韓國自宅中被發現斷氣身亡）
- no3b（2021年7月末移籍至子公司Mama&Son）
  - 小嶋陽菜（前AKB48，業務合作後於2020年11月移籍至子公司Mama&Son）
  - 高橋南（前AKB48，業務合作後於2021年7月移籍至子公司Mama&Son）
  - 峯岸南（前AKB48，業務合作後於2021年7月移籍至子公司Mama&Son）
- 走廊奔跑隊
  - 岩佐美咲（前AKB48、長良製作所屬）
  - 菊地彩香（前AKB48，2008年8月解僱，2010年3月1日復出，2016年5月31日契約終了自藝能界引退）
  - 小森美果（前AKB48，2013年8月20日契約終了自藝能界引退）
  - 仲川遥香（前AKB48→前JKT48）
  - 渡邊麻友（前AKB48）
  - 多田愛佳（前AKB48、前HKT48）
  - 小森美果（前AKB48）
  - 平嶋夏海（前AKB48成員）
  - 浦野一美（前AKB48、前SDN48）
- 松原夏海（前AKB48成員）
- 野中美鄉（前AKB48成員）
- ミスターちん
- 華原朋美（2007年遭解僱，後於2012年重新簽約）
- 宮崎宣子（日语：宮崎宣子）（前日本電視台播報員）
- 石黑英雄
- 篠原愛實
- 河村唯（IDOLING!!!12号）
- 藤澤ノリマサ
- 曾根由希江
- 魁三太郎
- 森山栄治
- 伊阪達也
- 仲原舞
- 野口真緒
- 高橋良輔
- 絲木建太
- 皆本麻帆
- 神永圭佑
- 瑠衣夏
- 武藤愛莉（日语：武藤愛莉）
- 鮎川太陽（原小傑尼斯）
- 呼春
- 和央葉華
- SLIM SHOT
- Aqua Timez

## 子公司
以下公司均爲股份有限公司
- 株式会社ルーツ音楽出版（音楽出版社）
- 株式会社アラベスク（藝能製作公司）
- 尾木Pro THE NEXT（藝能經紀公司）
- 株式会社Mama&Son（藝能經紀公司）

### Mama&Son
Mama&Son（日语：ママアンドサン），簡稱M&S，位於東京港區的日本藝人經紀公司，為尾木製作的子公司，社長為尾木智子。

#### 旗下藝人
- 小嶋陽菜（前AKB48，業務合作後於2020年11月移籍至此）
- 高橋南（前AKB48，業務合作後於2021年7月移籍至此）
- 峯岸南（前AKB48，業務合作後於2021年7月移籍至此）
- 加藤玲奈（前AKB48）[4]
- 向井地美音（AKB48）[4]
- 長谷川百百花（前AKB48）[5]
- 田島芽瑠（前HKT48）[6][7]
- 宮崎麗果
- Aqua Timez（2018年12月解散前為尾木製作，2024年7月再集結移籍至此）
- Little Parade
- no3b（2021年7月前所屬為尾木製作）

#### 業務合作
- 市野瀬瞳（フリーアナウンサー。2022年6月より）[8]

#### 過去所屬藝人
- 姫野佐和子（與A.M.娛樂業務合作）
- 渡邊麻友（前AKB48、與尾木製作業務合作，其後隱退）[9]
- 青井しずか（與A.M.娛樂業務合作）
- 瀧野由美子（前STU48）[10]
- 本田仁美（前AKB48）[11][12][13]

## 外部連結
- （日語）尾木製作官網 （页面存档备份，存于）
- （日語）尾木Pro THE NEXT官網 （页面存档备份，存于）